# Scott Mosier
Scott Mosier, né le 5 mars 1971 à Vancouver (Canada), est un acteur, monteur et producteur de cinéma américain. C'est un ami de longue date du réalisateur Kevin Smith, avec lequel il a créé la société View Askew Productions. Il participe régulièrement à ses films de diverses manières : présence dans des caméos, élaboration de storyboards, direction de la seconde équipe, réalisation, écriture ou co-écriture de scénarios , etc.

## Filmographie

### Réalisateur
- 2017 : Eddie's Life Coach (court métrage vidéo)
- 2018 : Le Grinch (The Grinch) (réalisateur avec Yarrow Cheney)

### Scénariste
- 2013 : Drôles de dindes (co-scénariste avec Jimmy Hayward)
- 2012 : Ultimate Spider-Man (scénario et histoire originale de 4 épisodes)

### Acteur
- 1994 : Clerks : Les Employés modèles (Clerks.) de Kevin Smith : Willam l'idiot / le client énervé au hockey / un parent énervé de la défunte
- 1995 : Les Glandeurs (Mallrats) de Kevin Smith : Roddy
- 1996 : Drawing Flies de Matthew Gissing et Malcolm Ingram : Crying Diaperman
- 1997 : Méprise multiple (Chasing Amy) de Kevin Smith : un collectionneur de comics
- 1997 : A Better Place de Vincent Pereira : Larry
- 1999 : Dogma de Kevin Smith : Smooching Seaman
- 2000 : Clerks (série animée) : Willem Black (voix)
- 2000 : Vulgar de Bryan Johnson : Scotty
- 2001 : Jay et Bob contre-attaquent (Jay and Silent Bob Strike Back) de Kevin Smith : l’assistant réalisateur de Will Hunting 2 / William Black
- 2006 : Clerks 2 (Clerks II) de Kevin Smith : le père qui cache les yeux de sa fille dans le restaurant

### Producteur/producteur délégué
- 1992 : Mae Day: The Crumbling of a Documentary documentaire de Kevin Smith et Scott Mosier
- 1994 : Clerks : Les Employés modèles (Clerks.) de Kevin Smith
- 1995 : Les Glandeurs (Mallrats) de Kevin Smith
- 1996 : Drawing Flies de Matthew Gissing et Malcolm Ingram (producteur délégué)
- 1996 : Hiatus (TV)
- 1997 : Méprise multiple (Chasing Amy) de Kevin Smith
- 1997 : A Better Place de Vincent Pereira (producteur délégué)
- 1997 : Will Hunting (Good Will Hunting) de Gus Van Sant (coproducteur délégué)
- 1999 : Big Helium Dog de Brian Lynch (producteur délégué)
- 1999 : Dogma de Kevin Smith
- 1999 : Le Rallye (Tail Lights Fade) de Malcolm Ingram (producteur délégué)
- 2000 : Vulgar de Bryan Johnson (producteur délégué)
- 2001 : Judge Not: In Defense of Dogma (vidéo)
- 2000-2001 : Clerks (série animée)
- 2001 : Jay et Bob contre-attaquent (Jay and Silent Bob Strike Back) de Kevin Smith
- 2004 : Père et Fille (Jersey Girl) de Kevin Smith
- 2004 : Clerks: The Lost Scene (vidéo)
- 2005 : Reel Paradise de Steve James
- 2006 : Small Town Gay Bar documentaire de Malcolm Ingram (producteur délégué)
- 2006 : Clerks 2 (Clerks II) de Kevin Smith
- 2007 : Salim Baba (court-métrage) documentaire de Tim Sternberg
- 2008 : Zack and Miri Make a Porno de Kevin Smith

### Monteur
- 1994 : Clerks : Les Employés modèles (Clerks.) de Kevin Smith
- 1997 : Méprise multiple (Chasing Amy) de Kevin Smith
- 1999 : Dogma de Kevin Smith
- 2000 : Vulgar de Bryan Johnson
- 2001 : Jay et Bob contre-attaquent (Jay and Silent Bob Strike Back) de Kevin Smith
- 2002 : The Flying Car (court-métrage TV) de Kevin Smith
- 2004 : Père et Fille (Jersey Girl) de Kevin Smith
- 2005 : Fool's Gold de James Franco
- 2005 : The Ape de James Franco
- 2006 : Small Town Gay Bar documentaire de Malcolm Ingram
- 2006 : Train Wreck! (vidéo) de Joey Figueroa et Zak Knutson
- 2007 : Who's Your Caddy? de Don Michael Paul